# Chris Garver
Chris Garver (născut 11 septembrie 1970) este un artist tatuator prezent în show-ul de pe TLC, Miami Ink.
Garver a fost născut și crescut în Pittsburgh, Pennsylvania unde a urmat liceul Pittsburgh High School for the Creative and Performing Arts.. El este cel mai mic dintre trei frați. Mama lui Garver era artist și i-a încurajat interesul pe care îl avea în pictură și desen. Prima experiență în legătură cu tatuatul a avut-o la 17 ani când și-a vândut chitara bas pentru a-și cumpăra echipament de tatuat. Garver și-a amânat un an de liceu pentru a fi ucenic timp de șase luni, reparând tatuaje care aveau nevoie de mici retușuri,  înainte de a începe sa tatueze proprii clienți. Când avea aproximativ 20 de ani, Garver s-a mutat la New York City unde a devenit artist tatuator profesionst.